# ابوبکر کرجی
محمد بن حسن (حسین) کرجی (درگذشته بین ۱۰۱۹ و ۱۰۲۹ میلادی، یا بین ۴۱۰ و ۴۲۰ هجری قمری) ریاضی‌دان و آب‌شناس ایرانی از اعضای دارالحکمه بغداد و هم‌دورهٔ ابوریحان بیرونی، زکریای رازی و بوعلی سینا بوده است. وی مخترع استقرای ریاضی و علم آب شناسی می‌باشد.
دستاوردهای علمی وی تا چندی پیش ناشناخته بود تا اینکه در سال ۱۸۵۳ میلادی، مستشرق آلمانی، وپکه، بخشی از کتاب الفخری وی را به زبان فرانسه و همراه با تحلیلی منتشر ساخت. وپکه در کتاب خود ثابت کرد که بخش بزرگی از کارهای فیبوناچی از ریاضیدان‌های مسلمان و به خصوص کرجی گرفته شده است.
کرجی در علم حساب و جبر دارای تحقیقات و نوشته‌های مهمی است. وی در پایه‌گذاری اصولی در جبر، ریشه‌یابی اعداد و حل معادلات نقش مهمی را در تاریخ علم ایران و جهان داراست. در زمینه علوم کاربردی و مهندسی نیز کرجی صاحب نظریات نو و نوشته‌های ارزنده‌ای می‌باشد.

## زندگی‌نامه
وی بر بنیان و اساس رشته‌های ریاضی چیرگی یافت، در آغاز سدهٔ پنجم به بغداد رفت. گویا پس از قتل وزیر بغداد (فخرالملک) پشتیبان خود این شهر را رها کرده و به کرج بازگشته است (۴۰۳ هجری یا پیش از آن). در آنجا بنابر دستور ابوغانم معروف بن محمد وزیر و دبیر ویژه منوچهر بن قابوس و شاعر و ادیب فرهیخته ایرانی دربارهٔ «آبهای درونی زمین و روش بیرون آوردن آنها» گفتاری را می‌نگارد که فرایند آن پژوهش کاربردی و بزرگ‌ترین شاهکار کرجی است. حاصل آن کتاب «انباط المیاء الخفیه» است.

## وضع ایران در زمان ابوبکر کرجی
دوره حیات وی عصر طلایی تمدن اسلامی است. در قسمت بزرگی از این عهد دولت سامانی با احیاء رسوم قدیم بر فرارود و خراسان و سیستان و ری و گرگان فرمانروایی داشت و آل بویه و آل زیار و پادشاهان محلی دیگر هم در همین عهد تمام ایران را از قبضهٔ طاعت خلفا بیرون آوردند و در پایان این دوره یعنی از اواخر قرن چهارم و نیمهٔ اول قرن پنجم اگرچه جای دولت سامانی و برخی از امارت‌های ایرانی دیگر را حکومت غزنوی گرفته و قسمتی از ایران هم بدست امرای آل افراسیاب افتاده بود لیکن چون غزنویان سنت سامانیان را تعقیب می‌کردند و آل‌افراسیاب نیز در تشکیلات عهد سامانی تغییرات عمده‌ای ندادند نمی‌توان نتایجی که با تمدن ایرانی آن عهد مغایرت داشته باشد از تسلط آنان گرفت و به خصوص دولت غزنوی را نمی‌توان در ردیف دولت‌های ترک درآورد.
ایران اگرچه در این دوره استقلال داشت لیکن رابطهٔ میان آن و بغداد از هر جهت برقرار بود و وضع آن شهر خواه از باب سیاست و خواه از حیث علم و ادب در همه ممالک اسلامی و از جمله در ایران اثر داشت. در زمان خلافت المتقی (۳۲۹–۳۳۳) و المستکفی (۳۳۳–۳۳۴) وضع خلافت بسیار متزلزل بود. مبارزات مدعیان امارت شدت یافته و کار این مبارزات به جایی کشیده بود که مردم بغداد دائماً در اضطراب و بی‌نظمی و فقر و گرسنگی روزگار می‌گذراندند و بسیاری از ساکنان آن شهر ناگزیر به ترک دیار شدند و به سایر بلاد اسلامی روی آوردند. وضع دینی بغداد نیز بسیار آشفته بود زیرا متعصبان، خاصه پیروان احمد بن حنبل چنان قدرت یافتند که امنیت شهر را مختل می‌کردند. از آنجایی که خلیفه قدرتی نداشت و امرا هم مشغول جنگ با یکدیگر بودند کسی نمی‌توانست جلوی این وضع را بگیرد. وضع خلیفه در این زمان به درجه‌ای رسیده بود که ناگزیر برای رهایی خود از آل بویه یاوری خواست و بر اثر این استعانت از این هنگام (سال ۳۳۴ ه‍.ق) تا سال ۴۴۷ یعنی تا عهد تسلط سلاجقه، بغداد به تصرف آل بویه درآمد و بدین طریق دوره جدیدی از غلبه عنصر ایرانی شروع شد. آل بویه بر خلفا عباسی تسلط بسیار داشتند چنان‌که حتی عزل و نصب آنان هم به دست ایشان انجام می‌گرفت. بغداد در عهد آنان رونق دیرین را از سر گرفت و بیمارستان‌ها و مرصدها و بناهای بسیار دیگر در آن ساخته شد و تمدن و فرهنگ ترقی کرد و آرامش و امنیت دوباره برای مردم حاصل شد.

## دستاوردها

### در جبر
اگرچه نویسندگانی چون دیوفانتوس و ابوالوفا توان‌های بالا را خاطر نشان کرده‌اند، به نظر می‌رسد که کرجی نخستین کسی بوده باشد که جبرِ عبارت‌های مشتمل بر این توان‌ها را بسط داده‌است. از دیدگاه او کمیت‌های مجهول، اعم از اعداد مطلق و مقدارهای هندسی، می‌توانند یک «ریشه»، «ضلع» یا «شیء» (هر دو متناظر با «x» امروزی) باشند یا اینکه به عنوان مال (x۲)، کعب (x۳)، مال مال (x۴)، مال کعب (x۵) و غیره محسوب شوند، که در آن هر عضو حاصل ضرب «شیء» در عضو قبلی است. کرجی این انواع مختلف از کمیت‌ها را مراتب می‌نامد (مراتب اصطلاحی است که ضمناً برای مواضع توان‌های مختلف ۱۰ در حساب اعشاری به‌کار می‌رفت). کرجی همچنین مشاهده می‌کند که ۱ عددی است که در همهٔ مراتب مشترک است (زیرا برابر است با همهٔ توان‌های خودش). به علاوه با هر مرتبه (xn)، جزء متناظر (1/xn) نظیر می‌شود که دارای این خصوصیت است که هر مرتبه ضرب در جزء خود برابر با ۱ است. بر این اساس کرجی طرح خود را در پرداختن به عبارت‌هایی مانند «مال مال و چهار کعب منهای شش واحد» (۶ − x۴ + ۴x۳) و «پنج کعب کعب منهای دو جذر و سه واحد» ([۳ + ۵x۶ − [۲x۲) به وسیلهٔ قواعدی که الگوی آن‌ها قواعد معمولی حساب برای جمع، تفریق، ضرب، تقسیم و استخراج ریشهٔ دوم [=جذر] است، بسط می‌دهد.
رشدی راشد از این مدل‌بندی جبر چندجمله‌ایها بر مبنای حساب ارزش موضعی، به عنوان «حسابیدن جبر» یاد می‌کند. کرجی یکی از پیشاهنگان این روند بود و این امر که موفقیت او در حسابیدن جبر فقط اندک بود، نه به علت فقدان قوهٔ ابتکار، بلکه به علت نبودن راهی برای داخل کردن اعداد منفی در نظریه است؛ مثلاً اگرچه کرجی با قواعدی مانند a – (– b) = a + b، که در آن a و b مثبتند، آشنا بود، ظاهراً قاعدهٔ (a – (– b) = – (a – b را کشف نکرده بود. این امر مانع از آن شد که او روش خود را برای تقسیم دو کثیرالجمله به منظور دربرگرفتن همهٔ حالت‌ها بسط دهد، زیرا روش وی عموماً مستلزم تفریق یک مقدار منفی از مقدار منفی دیگری بود. به دلیل مشابه، این امر همین‌طور وی را از کشف روشی برای استخراج ریشه‌های دوم [جذر] چندجمله‌ای‌ها بازداشت.
قواعدی را که به کمیت‌های علامتدار می‌پردازد در نوشته‌های پزشکی موسوم به سموأل بن یحیی مغربی پیدا می‌کنیم که احتمالاً ۷۰ سال پس از مرگ کرجی در بغداد متولد شده‌است. وی در اثرش الباهر فی العلم الحساب (به معنای کتاب درخشان در محاسبه) که شرحی بر کتاب «الفخری» کرجی است بخش‌های پرزحمت‌تر قاعدهٔ علامت‌ها را بیان می‌کند.

### در آب‌شناسی
کرجی چهره‌ای تابناک در تاریخ مهندسی ایران و جهان به‌شمار می‌رود که در زمینهٔ پیدایش آب‌های زیرزمینی و راه‌های استخراج آن‌ها نظریه‌ها و روش‌ها و اختراع‌های بدیعی داشته‌است.
کرجی جریان آب را از نقطه‌ای به نقطهٔ دیگر به وجود اختلاف سطح بین دو نقطه وابسته می‌داند. وی در کتاب «استخراج آب‌های پنهانی» در رابطه با چگونگی پیدایش چشمه می‌نویسد:
... هیچ آب جاری یا جوشنده‌ای [فوران کننده] در سطح زمین یا در شکم آن وجود ندارد مگر آنکه فاصله منبع آن از مرکز زمین دورتر از فاصله محلی باشد که بر سطح زمین ظاهر می‌شود و جاری می‌گردد یا فوران می‌کند، وضع آب چشمه به هیچ وجه غیر از این نمی‌تواند بوده باشد.
کرجی معتقد بود که آب‌های زیرزمینی به سه طریق به وجود می‌آیند. اول نفوذ آب‌های باران و برف در شکاف‌های زمین طبق قانون میل به مرکز، دوم نفوذ بخار آب و تقطیر آن در شکاف‌های زمین، سوم صعود بخارهای آب واقع در زمین و تبدیل آن به آب. وی دربارهٔ تولید آب و باران چنین اظهارنظر می‌کند:
خدا آب را چنان آفرید که بیشتر شکاف‌ها و رگ‌های درون زمین را پر کند و مازاد آن در دریا سرازیر گردد؛ بنابراین باید منبع و منشأ بیشتر آب‌ها از برف و باران و تبدیل آب به هوا و هوا به آب باشد …
موضوع مهم دیگری که کرجی به شرح آن می‌پردازد تأثیر زلزله در خشک شدن یا پیدایش چشمه‌های جدید است. وی می‌گوید:
هنگام زلزله چشمه‌ها فوران می‌کنند و در بعضی مواقع چشمه‌های تازه پدیدار می‌شود، یا آنکه محل چشمه‌ها از جائی به جای دیگر منتقل می‌شود. علت این امر آن است که در زیر زمین رگه‌هایی است که آب از آن‌ها عبور می‌کند و از چشمه‌های روی زمین بیرون می‌آید و خاک‌هایی که در اطراف این رگه‌ها قرار دارند سخت (غیرقابل نفوذ) هستند. اگر زمین لرزه‌هایی که بر اثر خروج بخارهای متراکم شده زیر زمین ایجاد می‌شوند، با مجرای این چشمه‌ها برخورد کند و در خاک آن خلل و فرج ایجاد کند و برای آب روزنه‌های دیگری که به مرکز زمین نزدیک‌ترند ایجاد نمایند، آب از یکی از آن سوراخ‌ها بیرون می‌آید و مجرای اولی قطع می‌گردد. چه بسا که این بخار مخزن آب‌های حبس شده، در زیر زمین را بشکافد و برایشان بر سطح زمین راهی باز کند، و در نتیجه چشمه‌ای تازه ایجاد شود. این امر بسیار دیده شده‌است.

### کشف نیروی جاذبه و کرویت زمین
کرجی در کتاب «استخراج آب‌های پنهانی» خود به وضوح از کرویت و نیروی جاذبه و قوانین تعادل و حرکت که چندین قرن بعد توسط دانشمندان اروپایی (گالیله و کپلر و نیوتن و …) مطرح شد سخن می‌راند. وی می‌گوید:
زمین با تمام کوه‌ها و دشت‌ها و پستی‌ها و بلندی‌هایش کروی شکل است. خدا آن را مرکز عالم قرار داده‌است، که تا ابد با حرکت دائمی خود به گرد این مرکز می‌گردد، ولی مرتبتش بسیار اندک است. خدای تبارک و تعالی جهان را میان‌پر آفریده و خلأئی در میان آن نیست و برای هریک از افلاک و ستارگان و آتش و هوا و آب و خاک محلی خاص قرارداده است، که چون از آن جدا شود با حرکت دوباره به این محل بازمی‌گردد به همین جهت است که اجسام سنگین مانند خاک و آب خواستار رسیدن به این مرکزند و هرچه جسم سنگین‌تر باشد این میل به مرکز بیشتر است… و همچنین است حال بناها و مکان‌هایی که از سطح زمین بلندترند که فروافتادن و ویران شدن آن‌ها نتیجه همان مرکزطلبی آن‌ها و کرویت گونه زمین است.

کرجی حصول فرم کروی را عامل وصول به حالت تعادل می‌داند و معتقد است که هرگونه دوری از شکل کروی موجب حرکت می‌شود و حرکت همواره در جهت رسیدن به مرکز و فرم کروی است. از این جهت او وجود کوه‌ها و ناهمواری‌های سطح زمین را عامل و وسیله‌ای برای به هم زدن تعادل حرکت زمین می‌داند. وی در این زمینه می‌گوید: «... و خدا خاک زمین را بسیار گونه گون آفرید. همه این‌ها برای آنست که آب سطح زمین را بپوشاند و شکل کروی خود را به دست نیاورد تا از آن پی ساکن بماند و از جریان بازایستد…»

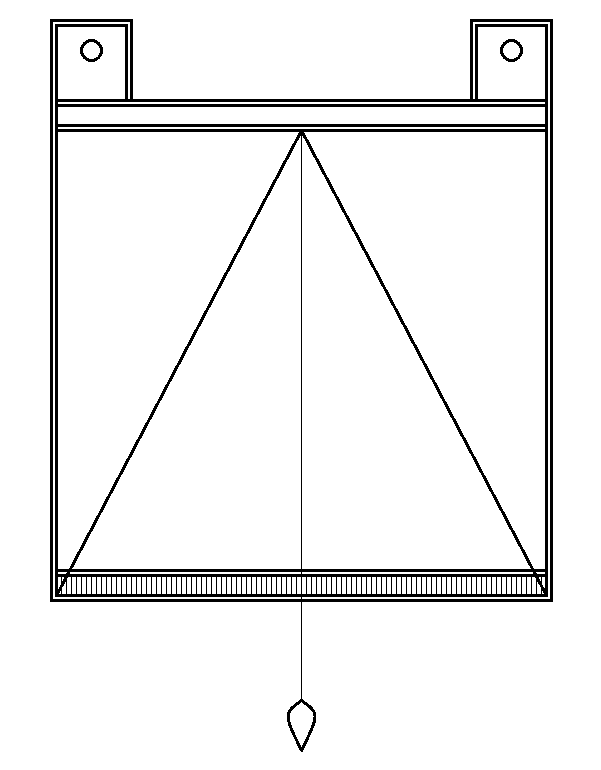
تراز مربعی اختراع کرجی

او از راه کاربرد منظم اعمال حساب در فاصله (بازه) مبنای تازه‌ای برای جبرپی نهاد وکتاب معروف وی به نام الفخری نخستین شرح جبر چندجمله ای‌ها بود، کرجی کوشش داشت که عملیات حساب را در مورد عبارات وجمله‌های ناگویا به کاربندد.

### فنون نقشه‌برداری
به احتمال قوی کرجی نخستین کسی است که نقشه‌برداری زمینی را مطرح کرده‌است. وی برای هدایت راستا و شیب کف قنات روش‌هایی ارائه کرده که از نظر اصول ریاضی درست منطبق بر آن چیزی است که امروزه در نقشه‌برداری‌های زیرزمینی انجام می‌شود و تفاوت اندک آن‌ها در اجرا، به دلیل ابزارهایی مثل تئودولیت است که در آن زمان موجود نبوده‌است.

### نوآوریهای ریاضی
ابوبکر کرجی در جبر و حساب نوآوری‌های بسیاری انجام داده‌است و قبل از او خوارزمی و ابو کامل شجاع بن اسلم مصری تنها گام‌هایی در این زمینه برداشته بودند.

### حل معادلات درجه دو و بالاتر
در جبر پا را از خوارزمی فراتر می‌گذارد و به معادلات با درجات بالاتر از ۲ می‌پردازد.

### استقرای ریاضی
در یونان باستان مثالهای منطقی از کاربرد اصل استقرا وجود دارند ولی نخستین شخصی که از استقرای ریاضی در ریاضیات استفاده کرد کرجی بود که در حدود ۱۰۰۰ میلادی این روش را هنگام کار بر روی بسط دوجمله ای بکار برد.

## اختلاف در نام
برخی محققین تا چندی پیش ابوبکر کرجی را به اشتباه با نام کرخی می‌نوشته‌اند و او را منسوب به کرخ بغداد می‌دانسته‌اند. این نسبت مبنی بر اشتباهی بوده که در اصل برای خاورشناس آلمانی فرانتس وپکه روی داده‌است. وپکه نخستین محققی است که به آثار کرجی توجه نموده. وی در سال ۱۸۵۳ میلادی ترجمه مختصری از کتاب الفخری کرجی را به زبان فرانسه منتشر ساخت و مقدمه‌ای نیز بر آن نوشت. اما چون کتابی که برای ترجمه در دسترس او بوده نسخه‌ای خطی از کتاب الفخری متعلق به کتابخانه پاریس بوده که در آن نام کرجی با جابجایی یک نقطه و به اشتباه کرخی نوشته شده‌است، از این جهت فرانتس وپکه هم بدون توجه به آن تحریف وی را کرخی و اهل کرخ بغداد معرفی کرده و از اینجا این نسبت شهرت یافته و در کتاب‌هایی که بعداً در مورد این موضوع نوشته شده چه در زبان‌های اروپایی یا عربی نام او را کرخی نوشته‌اند.
اقدام فرانتس وپکه و شهرت کتاب «الفخری» خاورشناسان را متوجه اهمیت دستاوردهای کرجی کرد و ادولف هوخهایم، خاورشناس آلمانی، ترجمهٔ کتاب «الکافی فی الحساب» کرجی را در سه جلد کوچک بین سال‌های ۱۸۷۸ و ۱۸۸۰ به زبان آلمانی منتشر ساخت.
تا سال ۱۹۳۳ اطلاعات دربارهٔ تألیفات کرجی منحصر به همین دو کتاب «الفخری» و «الکافی فی الحساب» بود و دربارهٔ نسبت غلط وی یعنی کرخی هم صحبتی نبود؛ ولی در سال ۱۹۳۳ جورجو لوی دلا ویدا، پروفسور ایتالیایی، مقاله مهمی در مجله تحقیقات شرقی دربارهٔ کرجی منتشر ساخت و در آن مقاله چند موضوع تاریخی را در مورد این ریاضیدان مورد بحث قرار داد. وی با بررسی چندین نسخه خطی از کتاب‌های کرجی که در کتابخانه‌های مختلف یافته بود اشتباهی که تا پیش از آن در نسبت کرجی برای محققین دست داده بود را تصحیح نمود.
از جمله نسخه‌های خطی که پروفسور دلاویدا بررسی کرد یکی کتابی از کرجی در کتابخانه واتیکان به نام «البدایع فی الحساب» است و دیگری نسخه خطی از کتاب «الکافی فی الحساب» در کتابخانه لویس ساباط و همچنین نسخه‌ای خطی از یک کتاب دیگر کرجی به نام «علل حساب الجبر و المقابله» متعلق به کتابخانه بادلیان در آکسفورد انگلستان است که در تمام این نسخه‌ها نام مؤلف، کرجی با جیم نوشته شده‌است، نه کرخی با خاء.
امروزه اما در صحت نسبت کرجی هیچگونه شک و تردیدی نیست زیرا گذشته از نسخه‌های خطی کتاب‌هایی که لوی دلاویدا بدان‌ها استناد جسته‌است در تمام شرح‌هایی هم که بر کتاب‌های کرجی نوشته شده نام او را کرجی نوشته‌اند. یکی از این شرح‌ها کتابی است به نام «الشرح الشافی لکتاب الکافی فی الحساب» تألیف محمدبن احمدبن علی الشهرزوری که یک نسخه خطی از آن در کتابخانه بنی جامع موجود است، و دیگر شرح دیگری است از همین کتاب الکافی از ابوعبدالله حسین بن احمد الشقاق که نسخه خطی آن در کتابخانه سرای موجود و به نام «شرح کتاب الکافی فی الحساب» ذکر شده‌است و در این شرح‌ها نسبت کرجی با جیم نوشته شده. همچنین است نسخه خطی «الباهر» از سموئیل بن یحیی المغربی که در سال ۷۲۵ هجری قمری نوشته شده و در کتابخانه ایاصوفیا موجود است. در این کتاب نیز بیش از سی مرتبه نام کرجی ذکر شده و حتی یکبار هم کرخی نوشته نشده. از این‌ها گذشته مقدمه کتاب «انباط المیاء الخفیه» خود دلیل قاطعی است که کرجی اهل کرخ بغداد نبوده، زیرا خود او در این مقدمه گوید: «هنگامی که به عراق وارد شدم و دیدم که مردم آنجا از کوچک و بزرگ دانش دوست و قدرشناس علم هستند و دانشمندان را گرامی می‌شمرند کتاب‌هایی که در حساب و هندسه تألیف کردم…» خود می‌رساند که وی از جای دیگری به عراق آمده بوده‌است.

## آثار

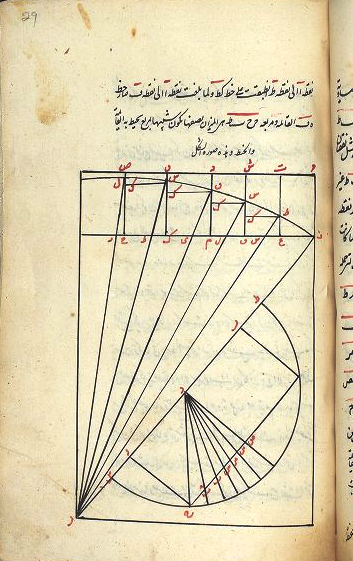
تصویری از نسخه خطی کتاب استخراج آب‌های پنهانی، نوشته شده در قرن ۱۷ میلادی

- انباط المیاه الخفیة (این کتاب را حسین خدیو جم به فارسی ترجمه کرده و انتشارات بنیاد فرهنگ ایران به سال ۱۳۴۵ به چاپ رسانده است.)[۲۶]
- الفخری فی صناعه الجبر و المقابلة: این کتاب را با چگونگی محاسبات جبری آغاز کرده و بخشی ویژه این رشته ساخته که در کتاب‌های جبر پیش از او دیده نمی‌شود.
- الکافی فی الحساب: دارای ۷۰ بخش دربارهٔ اعمال حساب و هندسه و جبر
- نفیس البدیع فی‌الحساب: نشان دهندهٔ پیشرفت دانش جبر تا سال‌های آغازین سده پنجم هجری است.

علل الحساب و الجبر و المقابلة و شرحها: پژوهشی دربرگیرندهٔ بخش‌های گوناگونی پیرامون جذر
- العقود و الابنیه: کتابی دربارهٔ ساختمان و پل‌سازی
- فی الحساب الهند
- الاجذار
- المسائل و الاجوبه فی الحساب
- مختصر فی الحساب و المحاسبه

وی چندین کتاب دیگر نیز نگاشته که تنها یاد و اسمی از آنان در تذکره‌های علمی و پژوهش‌های دانشمندان آمده‌است. برخی از آن‌ها عبارتند از الدوز، نوادر الاشکال، فی الاستقراء و کتاب الوصایا.
کتاب «الکافی فی‌الحساب» او توسط آدولف هوخهایم به زبان آلمانی و کتاب الفخری غی صناعه الجبر و مقابله به زبان فرانسه ترجمه شده‌است. یک پروفسور ایتالیایی نیز با نام جورجیو لوی دلا ویدا ۲ کتاب دیگر از وی را برای اولین بار ویرایش و معرفی کرد.